# 저출생
저출생은 아이를 적게 낳아 사회전반적으로 출산율이 감소하는 현상을 뜻한다. 일상 생활에서 저출산과 같은 의미로 쓰이지만, 학술적인 의미에서 이 둘은 약간 차이가 있다. 인구학자들은 출생아수나 출생률은 인구구조의 영향을 받기 때문에, 두 의미의 차이를 고려하지 않고 저출생 용어를 사용하는 것을 우려한다.
현재 대한민국 대통령실이나 각종 공공기관, 언론에서는 저출산을 저출생으로 대체하여 부르고 있다.  
저출생의 기준은 합의된 적 없지만, 보통 대한민국의 1980년대와 1990년대가 저출산이지만 저출생은 아닌 시기(양의 인구 모멘텀)라고 알려져있다. 대한민국 같이 저출산을 오래 겪은 인구 구조에서 세월이 흘러 출산율이 다시 2.1 이상으로 반등하면 저출산이 아니지만 여전히 저출생인 시기(음의 인구 모멘텀)도 올 수 있다.